# Glaphyropteridopsis jinfushanensis
Glaphyropteridopsis jinfushanensis är en kärrbräkenväxtart som beskrevs av Ren-Chang Ching och Y. X. Lin. Glaphyropteridopsis jinfushanensis ingår i släktet Glaphyropteridopsis och familjen Thelypteridaceae. Inga underarter finns listade.